# Versu de Sermanu
Le versu de Sermanu est un chant composite du Cantu in Paghjella originaire de Sermanu en Haute-Corse, dans la région du Bozziu et du Cortenais.  C’est un chant religieux chanté a cappella par des hommes.
Le versu de Sermanu est inscrit à l’Inventaire du patrimoine culturel immatériel en France depuis 2008, et depuis 2009 sur la liste de sauvegarde urgente du patrimoine culturel immatériel de l’humanité au titre du Cantu in Paghjella.

## Historique
Le Cantu in paghjella semble apparaitre au XVIIIe siècle. De fait, beaucoup de chants sont interprétés selon le mode vocal de la polyphonie. Lors du regain identitaire régional des années 1970, les chantres se sont réapproprié ces chants en paghjella, qui s’étaient largement estompés au XXe siècle, notamment avec la fin progressive des confréries dans les années 1950.
La pratique générale du Cantu in paghjella reste très fragile en Corse, d’où sont inscription par l’UNESCO sur la liste du patrimoine culturel immatériel nécessitant une sauvegarde urgente.

## Description
Le versu de Sermanu est un chant religieux en grec ou en latin. Il fait partie du Cantu in paghjella, mode de chant religieux  et polyphonique corse, regroupant des hommes chantant a cappella et en entrées successives. Le Cantu in paghjella se compose généralement de trois voix.
Les versi  de Sermanu sont chantés dans les églises, chapelles, processions dans le cadre de la Semaine Sainte, de la fête patronale (Saint-Alexis le 17 juillet) et de la fête communale (Saint-Augustin le 28 août), de la Messe des Vivants et celle des Morts, ainsi que dans certains offices et processions.
Comme beaucoup de chants sacrés, ces chants sont soumis à des codes comportementaux et vocaux stricts.

## Fond sonore
- Musiques traditionnelles de Corse - Edition Messagera 1996 - Dominique Salini
- CD Voce di Corsica Messe de sermanu – Ed Consul - 1978
- CD Voce di Corsica Polyphonies vol I 1994 - Ed Olici Music - Victoires de la Musique 1995
- CD Voce di Corsica Polyphonies vol II 2005 – Edition Vocisula
- Collectage Quilici (1948/1949), Laad (1956), Rohmer (1970) déposés à la Phonothèque du Musée de la Corse (Corte).